# Association vaudoise des écrivains
L'Association vaudoise des écrivains (AVE), fondée le 11 novembre 1944, est une association d'écrivains du canton de Vaud en Suisse.

## Historique
Le premier président de l'AVE, Paul Budry, décrivit dans la presse de l'époque le but de cette association initialement appelée "Association des écrivains vaudois" : Il s'agit d'un groupement professionnel destiné à défendre des intérêts strictement professionnels.

Ils furent quarante écrivains lors de la création de l'association dont Daniel Simond, Emmanuel Buenzod, Henri Perrochon (qui deviendra président après Budry), Léon Savary, Gustave Roud, Jean Gabus, le Dr René Burnand, Ramuz, Alfred Gehri, Albert Verly, Jean Nicollier, Robert Chessex, William Thomi et Francis Bernier.
Le communiqué du 11 novembre précise : Diverses commissions d'information et de surveillance ont été instituées, ainsi qu'un service juridique et un service de recouvrements. Il a été décidé de constituer un fichier bibliographique complet des écrivains vaudois contemporains, et d'organiser une fois l'an à Lausanne une Journée des écrivains, où se rencontreront familièrement les auteurs et les amis des lettres.
Elle adhéra à la Fédération internationale des écrivains de langue française (FIDELF), qu'elle accueillit à Lausanne pour son congrès de 1985. De même, elle initia la fondation de la République trialpine des arts et des lettres réunissant en son sein les associations d'écrivains du Val d'Aoste, des régions françaises de Savoie et de Rhône-Alpes, ainsi que des cantons de Vaud, Genève et Valais .

## Journées du livre vaudois
L'Association désire que le public se familiarise avec les œuvres des écrivains vaudois et puisse rencontrer les auteurs. Les Journées du livre vaudois qu'imagina l'AVE allaient devenir cette occasion, au cours de laquelle les écrivains vendent et dédicacent leurs ouvrages. Elles constituèrent d'abord un événement littéraire et mondain. En 1962 un Vaudois d'adoption, Georges Simenon, y est présent. En 1987 et 1990, elles s'étalèrent même sur plusieurs jours au Forum de l'Hôtel de Ville de Lausanne.

## Rendez-vous littéraires
Il fut institué également des séances de lecture et de présentation de livres. Ces « Rendez-vous littéraires » se tenaient le 15 de chaque mois et avaient lieu au Café romand à Lausanne.

## Prix des écrivains vaudois
Le « Prix des écrivains vaudois », créé pour médiatiser l’association, est un prix littéraire accordé par elle à ceux de ses membres dont l'ampleur et la qualité de l'œuvre littéraire sont reconnues comme majeures. William Thomi fut le premier lauréat du « Prix du livre vaudois », qu’il reçut à titre posthume en 1950, car il était mort l'année précédente. Il a pris son nom actuel en 1981.
Le jury est composé de trois membres actifs de l’Association vaudoise des écrivains.

### Lauréats
- 1950 W.Thomi
- 1954 Pierre-Louis Matthey
- 1955 Gustave Roud
- 1956 Catherine Colomb
- 1958 Philippe Jaccottet
- 1960 Hélène Champvent
- 1961 Emmanuel Buenzod
- 1963 Vio Martin
- 1967 Alice Rivaz
- 1970 Henri Perrochon
- 1975 Elisabeth Burnod
- 1981 Jeanlouis Cornuz
- 1982 Edmond Pidoux
- 1983 André Guex
- 1984 Anne Fontaine
- 1985 Myrian Weber-Perret
- 1986 Mireille Kuttel
- 1987 Jean-Georges Martin
- 1988 Henri Debluë
- 1989 Gabrielle Faure
- 1990 Suzanne Deriex
- 1991 Eric de Montmollin
- 1992 Gaston Cherpillod
- 1993 Janine Massard
- 1994 Francine-Charlotte Gehri et Jacques Bron
- 1995 Martine Magnaridès
- 1996 Anne Perrier
- 1997 Mousse Boulanger
- 1998 Gil Pidoux
- 1999 Jean-Michel Junod
- 2000 Jean-François Sonnay
- 2001 Pierre-Alain Tâche
- 2002 Raymond Tschumi
- 2004 Rafik Ben Salah
- 2006 Jean-Michel Olivier
- 2011 Jacques-Étienne Bovard
- 2013 Pierre Yves Lador
- 2015 Claire Krähenbühl
- 2017 Ferenc Rákóczy
- 2020 Étienne Barilier
- 2021 Bertil Galland

## Publications
L'AVE publie dès 1986 un bulletin trimestriel : Sillages, il a été récemment décidé de créer une véritable revue, dont la parution sera limitée à deux numéros par an (printemps et automne). Le premier numéro en préparation présentera le lauréat du prix de poésie de l'AVE et l'ensemble de l'œuvre couronnée.

## Présidents de l'AVE
- 1944-1945 Paul Budry
- 1945-1969 Henri Perrochon
- 1969-1976 Simone Cuendet
- 1976-1980 Jeanlouis Cornuz
- 1980-1983 Jean-Louis Peverelli
- 1983-1989 Francine-Charlotte Gehri
- 1989-1994 Jacques Bron
- 1994-1998 Jean-Michel Junod
- 1998-2003 Simone Collet
- 2003-2005 Mousse Boulanger
- 2005-2006 Gil Pidoux
- 2007-2009 Frédéric Vallotton
- 2009-2011 Jacques Herman
- 2011-2015 Sabine Dormond
- 2015-2017 Olivier Chapuis
- 2017-2019 Sabine Dormond
- 2019-2019 Sylvie Ulmann
- 2019-2020 Suzi Heim
- Dès 2020 Marie-José Imsand